# Parade der Profeten
Parade der Profeten was een te Utrecht in de illegaliteit opgericht literair tijdschrift, dat van april 1944 tot mei 1945 bestond. De bekendste namen die erin verschenen zijn Guillaume van der Graft, Willem Frederik Hermans en Gerrit Kouwenaar.

## Typering

### Verschijning
Naast een 'oernummer' verschenen dertien nummers die in zeven afleveringen verspreid werden: er waren vier dubbelnummers (1-2, 5-6, 10-11 en 12-13) en een driedubbelnummer (7-8-9). Het aantal bladzijden bedroeg achtereenvolgens 54, 32, 34, 56, 126, 48 en 82, in totaal 432. De laatste twee nummers werden pas na de bevrijding verspreid, maar nog in de bezetting samengesteld en gestencild.

### Medewerkers
Het aantal medewerkers bedroeg in totaal 88: 80 schrijvers en acht illustratoren. Twaalf medewerkers waren betrokken bij het Haagse blad Maecenas, onder wie Paul Rodenko en Hans Warren, twee bij het Maastrichtse Overtocht. Het tijdschrift stond open voor auteurs die nog niet hadden gepubliceerd: de zes auteurs die voor de oorlog wel hadden gepubliceerd werden 'gasten' genoemd: Ferdinand Langen, Eddy Evenhuis, Koos Schuur, Charles B. Timmer, Ad den Besten en Clare Lennart. De redactie beschikte over goede contacten, waardoor veel medewerkers uit andere delen van het land kwamen, waardoor de twee dubbelnummers met poëzie het uitgebreidste overzicht bieden van de productie uit de laatste periode van de oorlog.

### Inhoud
Over de genres:
- de poëzie sloot aan bij wat in het begin der bezetting in een blad als Criterium verscheen.
- het aandeel verhalend proza in het tijdschrift was veel kleiner.
- het beschouwend proza bestond voornamelijk uit twee onderdelen, te weten de essayistische inleidingen van de poëzienummers en de polemische afdeling 'de Baard', waarin de Criterium-poëzie vaak op de hak werd genomen.

Uit verlangen om tot een grotere synthese van de verschillende kunsten in Nederland te komen, ruimde de redactie veel plaats in voor illustratie, die vaak een verbinding van realistische en fantastische elementen te zien geven. De illustraties werden met tal van technische middelen vervaardigd.

### Politiek
Het tijdschrift had een uitsluitend artistieke, apolitieke signatuur en nam geen rechtstreeks tegen de Duitser gerichte stukken op. Hierdoor hadden medewerkers geen schuilnaam nodig en stonden vaak met hun echte naam in het tijdschrift.

## Geschiedenis

### Oprichting
De belangrijkste initiator van het tijdschrift was Jan Praas, een 23-jarige student aan de Middelbare Handelsdagschool te Utrecht. Zijn docent Frans Johan Brouwer, in 1943 met twaalf anderen doodgeschoten vanwege de aanslag op het Amsterdamse bevolkingsregister, was een grote inspiratiebron. Op de HBS ontmoette hij de toekomstige mederedacteuren Frits Planije en Karel Blom, alsmede de schilder en tekenaar Joost Baljeu, later een constructivistisch kunstenaar. Praas sprak over zijn plannen voor een tijdschrift met Carla Scheidler, zijn vriendin, en met de zeventienjarige Ad. van Noppen, een verzamelaar van bibliografische bijzonderheden die aan zijn verzameldrift vele contacten in de literaire wereld overhield. Met zijn MULO-opleiding was hij vrijwel de enige die niet uit de HBS-wereld kwam.

### Oernummer
In april verscheen het eerste nummer. De belangstelling bleek zo groot dat de volgende nummers gestencild zouden worden. De vader van Praas, die in het drukwezen zat, zou voor papier zorgen en regelde ook dat de illustraties door drukkerij Dico te Amsterdam gedrukt zouden worden. Hierdoor week het uiterlijk van het oernummer sterk af van de volgende afleveringen. Zo kreeg Hans Warren in augustus een brief van een bekende dat Parade der Profeten verscheen 'in een stukken fraaiere uitgave dan Maecenas'.

### Kouwenaar
Het aanhangsel 'De Baard' was een kolderieke rubriek met tal van polemische aanvallen, zoals die van Praas zelf, die in het derde nummer onder het pseudoniem Floris d'Arkeneel tegen de poëzie van het tijdschrift Criterium tekeerging. Een reactie hierop kwam in het volgende nummer van Gerrit Kouwenaar, die onder de naam  Gérard Q. Bleyenburgh een sonnet leverde:

Aan den Here Baard-man Floris d'Arkeneel
Ach, d'Arkeneel, haast ben ik het bestorven

van kinderlijke pret om Uw grotesk gewas,

dat, sidderend van geest, de glijbaan was

van ironie, schier van du P. georven.

Zò leuk, zò lang: haast kan ik het niet vatten,

dat Gij aan derglijk leven lijflijk zijt verwant -

of... is het soms door kunst'ge kappershand

U aangelegd van uitgekauwde watten?

Want, d'Arkeneel, mijn snor kan al zo prikken

en dan zo'n héle baard! Zou 't U niet beter staan

als Gij de muze kaal Uw kin vertoond'

en Uw poëten-gat aan de Hoornikken,

die óók maar lachen om Uw watten waan

en wachten op het vèrs dat hen onttroont?
— Gerrit Kouwenaar

Kouwenaar herinnerde zich later wat hem zijn reactie ingaf, namelijk dat er wel op Criterium werd afgegeven terwijl de verzen van het blad zelf er veel op leken. 'Ja, dat is makkelijk. Wél op ze schelden, maar tegelijk hun soort poëzie imiteren. Als ze dan iets anders willen, laat ze dat dan waarmaken in de praktijk.'

### Opheffing
De laatste nummers verschenen na de bezetting. In juni begonnen besprekingen van enkele jongerentijdschriften over een fusie en daaruit ontstond het tijdschrift Columbus, waarvan het eerste nummer in oktober 1945 verscheen en dat twee jaar zou bestaan.